# هور غموكة
هور غموكة وهو أحد أهوار محافظة الناصرية في العراق ويقع بين ناحية الغراف التابعة لقضاء الشطرة وناحية الإصلاح التابعة لقضاء الناصرية ويعتبر واحد من أهم الأهوار في المحافظة وقد تم تجففيه في عهد الرئيس العراقي السابق صدام حسين وذلك خلال الثمانينيات من القرن العشرين وقد تم غمره بالمياه بعد سقوط النظام في 2003 ويتغذى الهور من نهر البدعة المتفرع من نهر الغراف ويصرف مياهه بنهر أبو لحية المار بناحية الإصلاح .